# Resolució 270 del Consell de Seguretat de les Nacions Unides
La Resolució 270 del Consell de Seguretat de les Nacions Unides, aprovada el 26 d'agost de 1969 després d'un atac aeri d'Israel al sud del Líban, el Consell va condemnar Israel i va lamentar tots els incidents en violació de l'alto el foc i l'extensió de la zona de lluita. El Consell també va declarar que aquestes violacions greus de l'alto el foc no podien ser tolerades i que el Consell hauria de considerar els passos més eficaços previstos a la Carta.
La resolució es va aprovar sense vot.